# Antergos
Antergos (ранее известный как Cinnarch) — дистрибутив Linux, основанный на Arch Linux. Он использует среду рабочего стола GNOME 3 по умолчанию, но также можно установить Cinnamon, MATE, KDE, OpenBox, Xfce. или запускать без среды рабочего стола. Релиз состоялся в июле 2012 года под именем Cinnarch, и к маю 2013 он уже был в списке 30 самых популярных дистрибутивов на DistroWatch. Галисийское слово Antergos (предки) было выбрано «чтобы связать прошлое и настоящее».

## История и разработка
Изначально проект назывался Cinnarch и его средой рабочего стола был Cinnamon, форк GNOME Shell разработанный командой Linux Mint. В апреле 2013 среда рабочего стола сменилась с Cinnamon на GNOME 3.6 из-за сложностей с поддержкой (разработчики не ставили в приоритет совместимость с новейшими библиотеками GTK) в репозитории дистрибутива с плавающими релизами, вроде Arch Linux. Дистрибутив переименовали в Antergos и выпустили под новым именем в мае 2013.
Другие изменения в стандартной конфигурации системы: файловый менеджер Nautilus вместо Nemo, GDM вместо MDM (Mint Display Manager) как менеджер рабочего стола и Empathy вместо Pidgin в качестве клиента для обмена сообщениями.
С версии 2014.05.26, Antergos сотрудничает с проектом Numix, что привнесло в систему тему иконок Numix-Square и эксклюзивную тему Numix-Frost для рабочего стола.
7 марта 2015 был выпущен Antergos Minimal ISO, который включал минимальное требуемое количество компонентов для запуска установщика.
21 мая 2019 года Dustin Falgout опубликовал на официальном сайте информацию о закрытии проекта.
Брайан Пурвоатмоджо (Bryan Poerwoatmodjo), модератор проекта Antergos, предложил идею сохранить сообщество на другом форуме и 15 июля 2019 года новой командой была выпущена первая версия дистрибутива считающегося приемником Antergos — EndeavourOS.

## Установка
Antergos включает в себя графический установщик Cnchi. Установщик использует среду рабочего стола GNOME, однако при установке предоставляет выбор между Gnome 3, Cinnamon, Mate, KDE, Xfce и Openbox. Для установки дистрибутива и обновления Cnchi необходимо соединение с интернетом.

## Управление пакетами
Antergos — дистрибутив с плавающими релизами и использует официальные репозитории Arch Linux и AUR вместе со своими собственными.
Управление пакетами через pacman и Pamac (GUI front-end для pacman).
В поставке не идёт офисный пакет. Тем не менее, с первых релизов Cinnarch, в нём присутствовал «Установщик LibreOffice для Arch Linux» (разработка русского программиста под ником Alexandre Minoshi), с помощью которого можно легко выбрать и скачать нужные компоненты LibreOffice.

## Релизы
Первый ISO под именем Cinnarch был выпущен 7 мая 2012 вместе с сообщением на форуме Arch Linux, которое объявляло о релизе. Первая версия под именем Antergos была выпущена 12 мая 2013.